# Diede Diederiks
Diede Diederiks (1991) es una deportista neerlandesa que compite en triatlón y duatlón.

## Trayectoria
Ganó una medalla de oro en el Campeonato Europeo de Triatlón de Media Distancia de 2023 y una medalla de bronce en el Campeonato Europeo de Triatlón Campo a Través de 2021. Además, obtuvo una medalla de bronce en el Campeonato Mundial de Xterra Triatlón de 2023 y una medalla de bronce en el Campeonato Europeo de Xterra Triatlón de 2021.
En duatlón campo a través consiguió una medalla de oro en el Campeonato Mundial de 2023 y una medalla de plata en el Campeonato Europeo de 2021. En duatlón de media distancia logró una medalla de oro en el Campeonato Europeo de 2022.

## Palmarés internacional
| Campeonato Europeo | Campeonato Europeo | Campeonato Europeo | Campeonato Europeo |
| Año                | Lugar              | Medalla            | Prueba             |
| ------------------ | ------------------ | ------------------ | ------------------ |
| 2023               | Menen (Bélgica)    | Medalla de oro     | Individual         |

| Campeonato Europeo | Campeonato Europeo | Campeonato Europeo | Campeonato Europeo |
| Año                | Lugar              | Medalla            | Prueba             |
| ------------------ | ------------------ | ------------------ | ------------------ |
| 2021               | Molveno (Italia)   | Medalla de bronce  | Individual         |

| Campeonato Mundial | Campeonato Mundial | Campeonato Mundial | Campeonato Mundial |
| Año                | Lugar              | Medalla            | Prueba             |
| ------------------ | ------------------ | ------------------ | ------------------ |
| 2023               | Trento (Italia)    | Medalla de bronce  | Individual         |
| Campeonato Europeo |                    |                    |                    |
| Año                | Lugar              | Medalla            | Prueba             |
| 2021               | Trento (Italia)    | Medalla de bronce  | Individual         |

| Campeonato Mundial | Campeonato Mundial | Campeonato Mundial | Campeonato Mundial |
| Año                | Lugar              | Medalla            | Prueba             |
| ------------------ | ------------------ | ------------------ | ------------------ |
| 2023               | Ibiza (España)     | Medalla de oro     | Individual         |
| Campeonato Europeo |                    |                    |                    |
| Año                | Lugar              | Medalla            | Prueba             |
| 2021               | Andalo (Italia)    | Medalla de plata   | Individual         |

| Campeonato Europeo | Campeonato Europeo | Campeonato Europeo | Campeonato Europeo |
| Año                | Lugar              | Medalla            | Prueba             |
| ------------------ | ------------------ | ------------------ | ------------------ |
| 2022               | Alsdorf (Alemania) | Medalla de oro     | Individual         |